# 아카시번

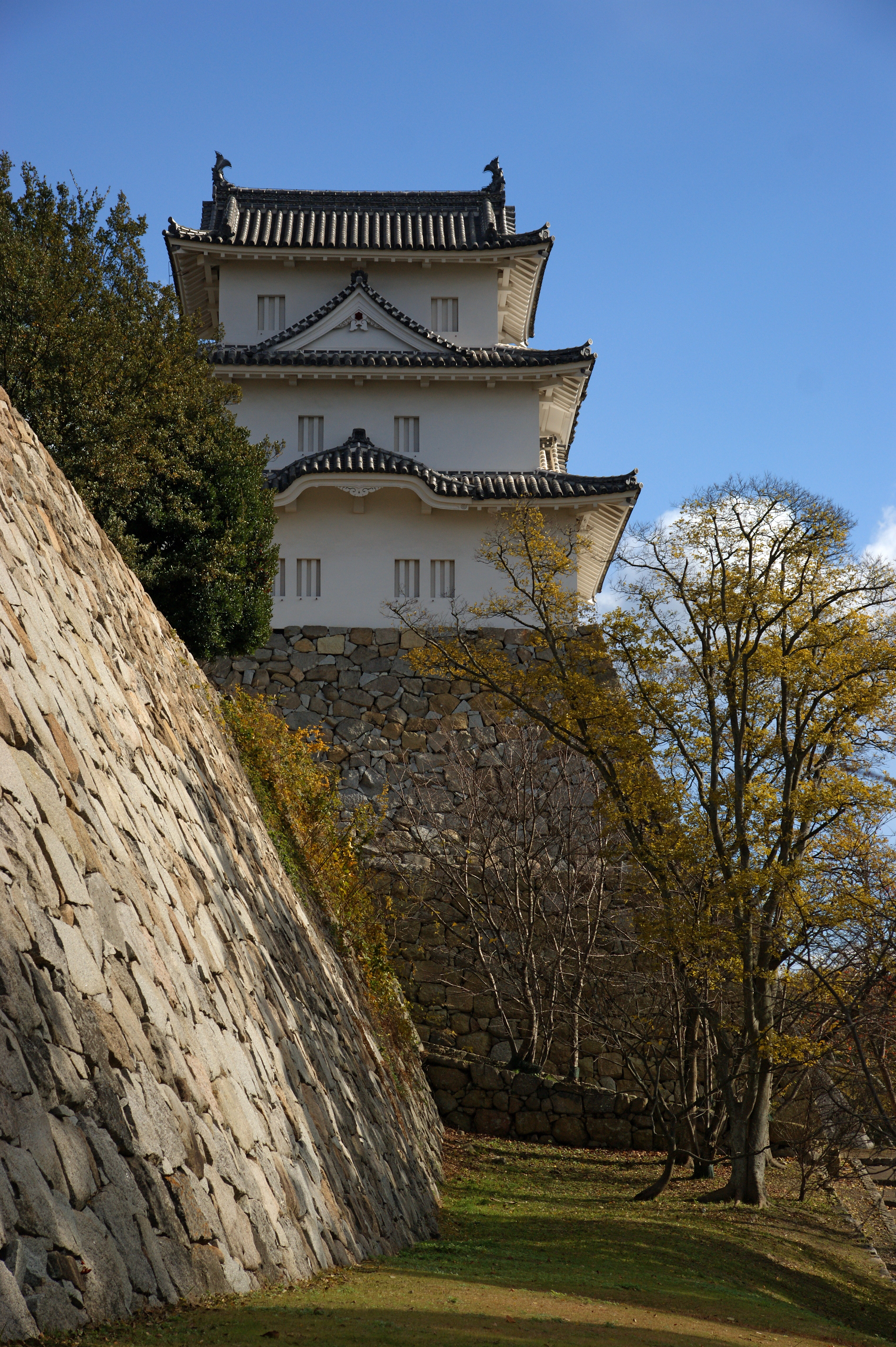
아카시성 유적

아카시 번(일본어: 明石藩 아카시한[*])은 일본 에도 시대 하리마국 아카시군(지금의 효고현 아카시시・고베시 니시구・다루미구 일대)을 지배했던 번이다. 성립 초기부터 여러 후다이 다이묘가 자주 교체되어 들어왔던 번으로, 이 상태는 신판 다이묘인 에치젠 마쓰다이라 가문(越前松平家)이 번주로 들어온 1682년까지 계속되었다. 번청은 아카시성이다.

## 번의 역사
에도 시대 초기에는 하리마국을 지배하고 있었던 이케다씨(池田氏)의 소령이었다. 겐나 3년(1617년), 히메지번주 이케다 미쓰마사가 돗토리번으로 전봉되면서, 하리마 국 내의 소령은 중소 규모의 번으로 분할되었다. 그중의 하나가 아카시 번이다.
그 해 시나노국 마쓰모토번주였던 오가사와라 다다자네가 10만 석으로 들어오면서 아카시 번이 세워졌다. 다다자네는 그때까지 이 지방의 거점이었던 후나게 성(船上城)을 폐성하고 아카시성을 건설하였다. 이 성이 가진 성격은 해상 교통의 감시와 서국 다이묘(西国大名. 규슈・시코쿠・시코쿠 지방의 여러 도자마 다이묘)들을 압박하려는 데 있었다. 그래서 아카시성은 그런 목적을 달성하기 위한 거점 성곽 중의 하나가 된 것이다. 간에이 9년(1632년), 다다자네는 부젠국 고쿠라번 15만 석으로 전봉되었다.
이듬해의 간에이 10년(1633년) 도다 마쓰다이라가(戸田松平家, 도다씨 종가)의 마쓰다이라 야스나오가 7만 석으로 들어왔다. 그가 이듬해의 간에이 11년(1634년)에 18세로 사망하면서 그의 형인 마쓰다이라 다다미쓰의 장남 마쓰다이라 미쓰시게가 그 뒤를 이었으나, 간에이 16년(1639년) 미노국 가노번으로 전봉되었다. 그와 교대로 오쿠보 다다모토가 가노 번으로부터 7만 석으로 들어왔으나, 게이안 4년(1649년)에 히젠국 가라쓰번으로 전봉되었다.
그해 단바국 사사야마 번으로부터 후지이 마쓰다이라가의 마쓰다이라 다다쿠니가 7만 석으로 들어왔다. 그의 차남인 2대 번주 마쓰다이라 노부유키의 대에 동생 마쓰다이라 노부시게에게 5천 석을 분할 증여하면서 아카시 번은 6만 5천 석이 되었다. 노부유키는 명군으로 이름이 높았고, 번 통치 면에서는 농지 개간을 진행하였다. 엔포 7년(1679년) 야마토국 고리야마 번으로 전봉되었고, 그 이후에는 로주가 되었다. 그와 교대로 혼다 마사토시가 고리야마 번으로부터 6만 석으로 들어왔으나, 영내에 가혹한 정책을 강요했다는 죄로 덴나 2년(1682년) 무쓰국 이와세 번 1만 석으로 삭감 전봉되었다.
그 해 에치젠국 오노 번으로부터 마쓰다이라 나오아키라가 6만 석으로 들어오면서, 이후 에치젠 마쓰다이라가(越前松平家)가 폐번치현까지 대대로 이어졌다. 8대 번주 마쓰다이라 나리코토는 11대 쇼군 도쿠가와 이에나리의 25남으로, 이 때 2만 석이 추가 지급되어 8만 석이 되었고 그 격식은 10만석격이 되었다. 그러나 쇼군 가문의 자식을 번주로 맞아들이는 데 막대한 비용이 소요되었기 때문에, 재정난은 한층 더 박차가 가해졌다.
막말에는 신판 다이묘의 입장에 있었기 때문에 좌막파가 되어 도바 후시미 전투에서도 막부군 측으로서 참전하였다. 그 후, 신정부 측에 귀순하였다. 메이지 4년(1871년)의 폐번치현으로 아카시 현이 되었고, 이후 히메지 현(姫路県)・시카마 현(飾磨県)을 거쳐 효고현에 편입되었다. 번주 가문이었던 에치젠 마쓰다이라가는 메이지 17년(1884년)의 화족령으로 자작가가 되었다.

## 역대 번주
오가사와라 가문
1. 오가사와라 다다자네(小笠原忠真) 재위 1617년 ~ 1632년

도다 마쓰다이라 가문
1. 마쓰다이라 야스나오(松平庸直) 재위 1633년 ~ 1634년
2. 마쓰다이라 미쓰시게(松平光重) 재위 1634년 ~ 1639년

오쿠보 가문
1. 오쿠보 다다모토(大久保忠職) 재위 1639년 ~ 1649년

후지이 마쓰다이라 가문
1. 마쓰다이라 다다쿠니(松平忠国) 재위 1649년 ~ 1659년
2. 마쓰다이라 노부유키(松平信之) 재위 1659년 ~ 1679년

혼다 헤이하치로 가문
1. 혼다 마사토시(本多政利) 재위 1679년 ~ 1682년

에치젠 마쓰다이라 가문
1. 마쓰다이라 나오아키라(松平直明) 재위 1682년 ~ 1701년
2. 마쓰다이라 나오쓰네(松平直常) 재위 1701년 ~ 1743년
3. 마쓰다이라 나오즈미(松平直純) 재위 1743년 ~ 1764년
4. 마쓰다이라 나오히로(松平直泰) 재위 1764년 ~ 1784년
5. 마쓰다이라 나오유키(松平直之) 재위 1784년 ~ 1786년
6. 마쓰다이라 나오치카(松平直周) 재위 1786년 ~ 1816년
7. 마쓰다이라 나리쓰구(松平斉韶) 재위 1816년 ~ 1840년
8. 마쓰다이라 나리코토(松平斉宣) 재위 1840년 ~ 1844년
9. 마쓰다이라 요시노리(松平慶憲) 재위 1844년 ~ 1869년
10. 마쓰다이라 나오무네(松平直致) 재위 1869년 ~ 1871년

## 같이 보기
- 폐번치현